# Orgue de Barbarie

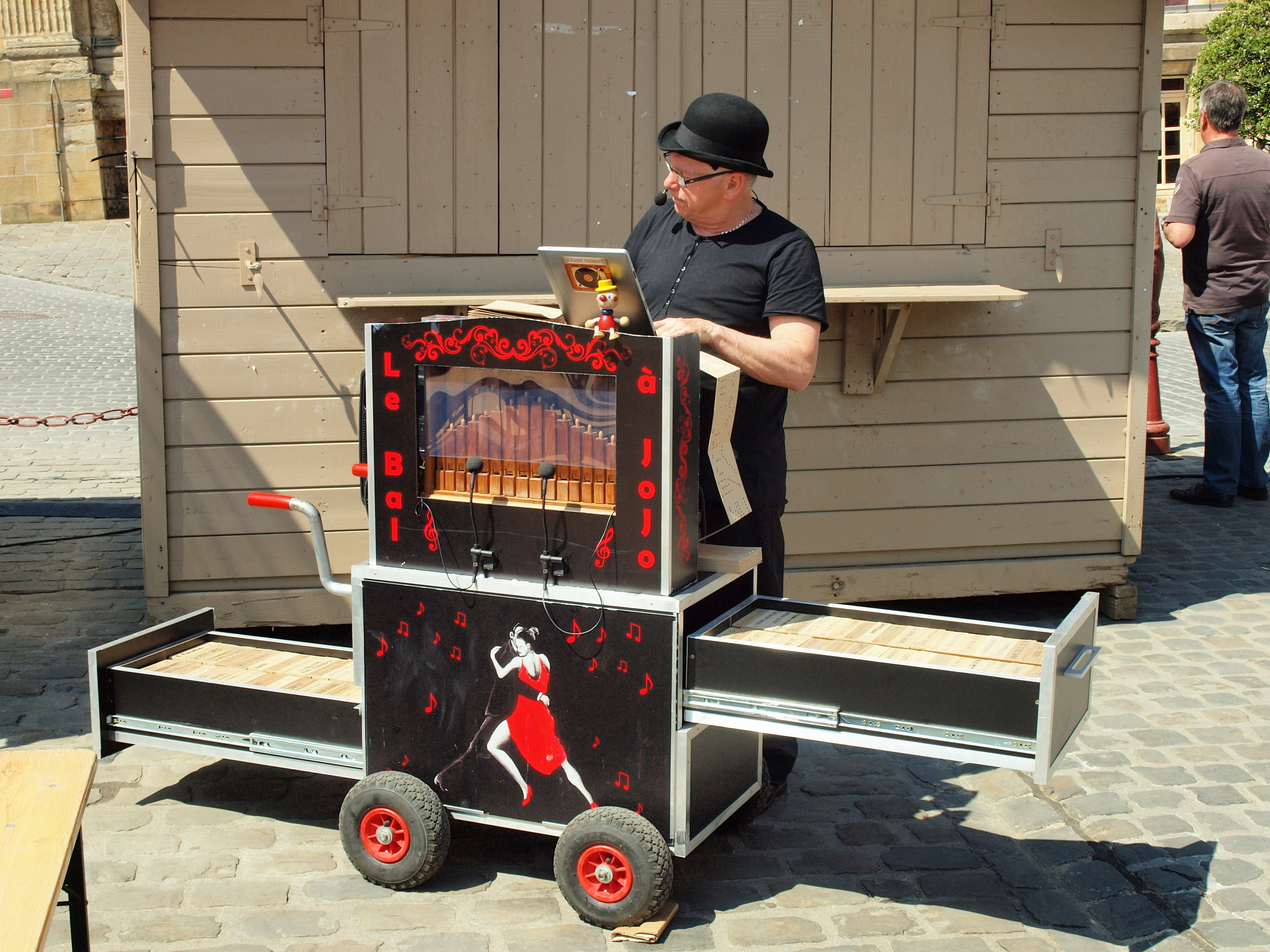
Joueur d'orgue de barbarie (orgue Bougon) à Charleville-Mézières.

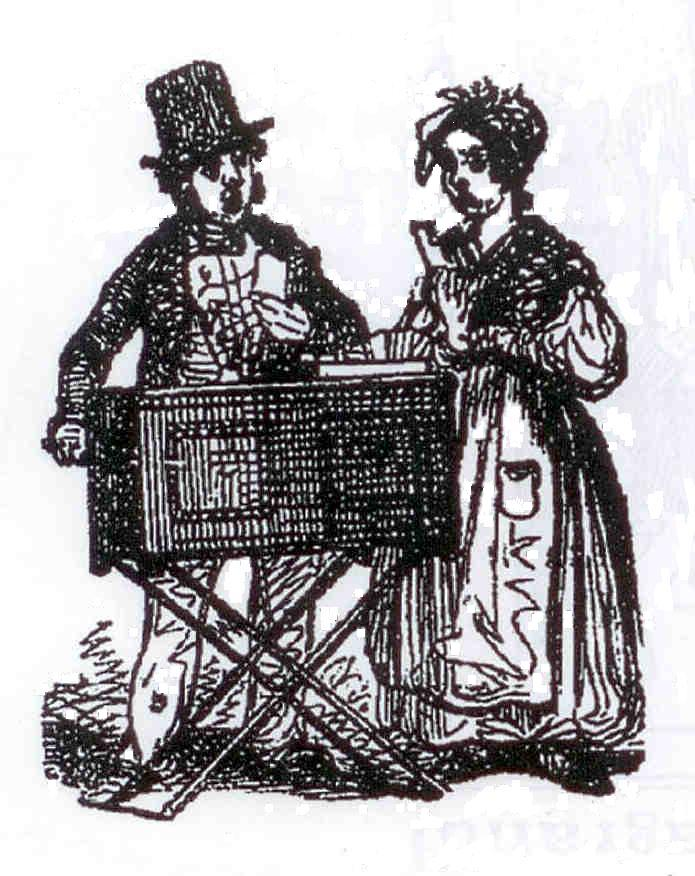
Joueur d'orgue de Barbarie en 1843.

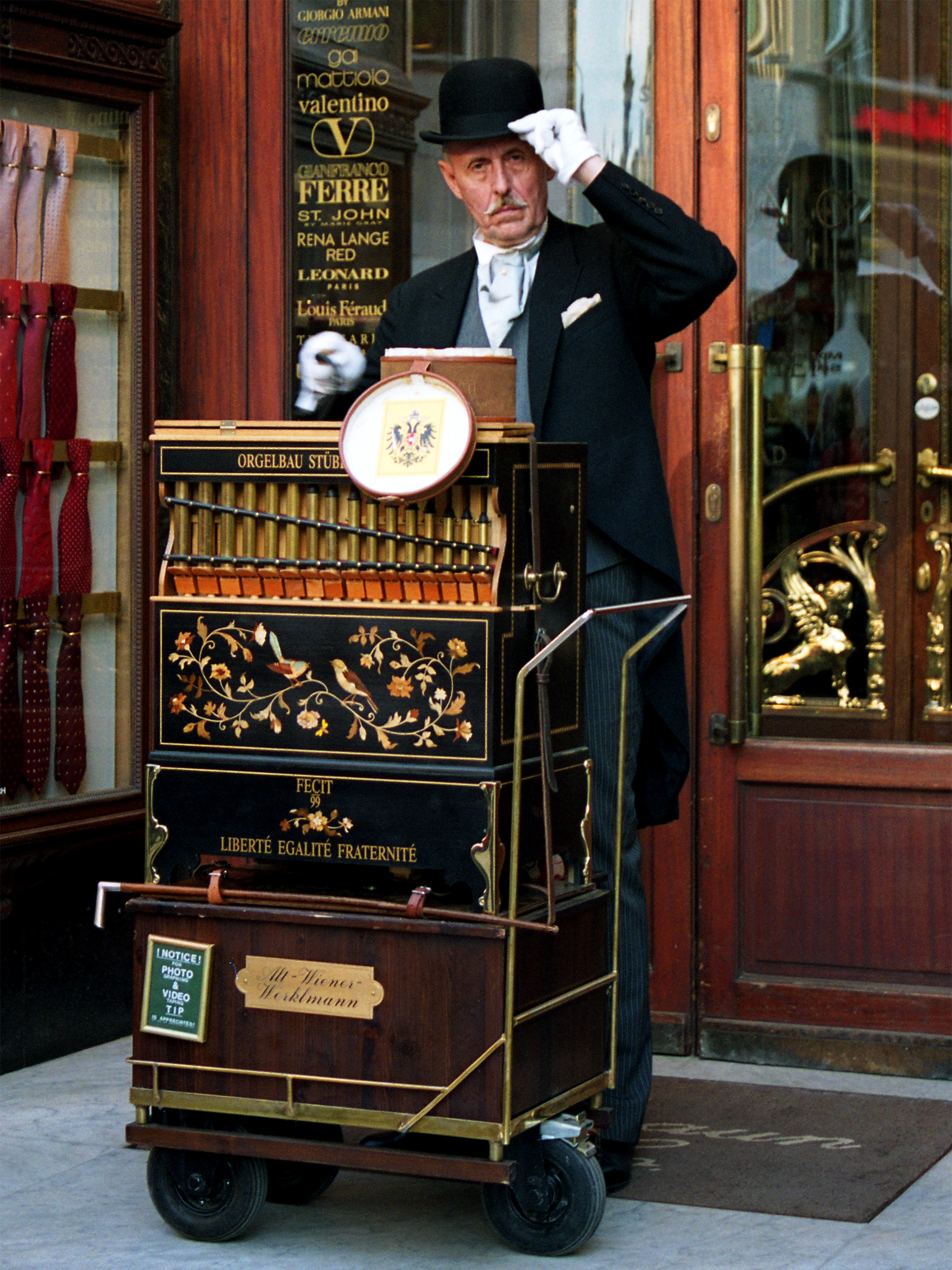
Joueur d'orgue de Barbarie à Vienne (Autriche).

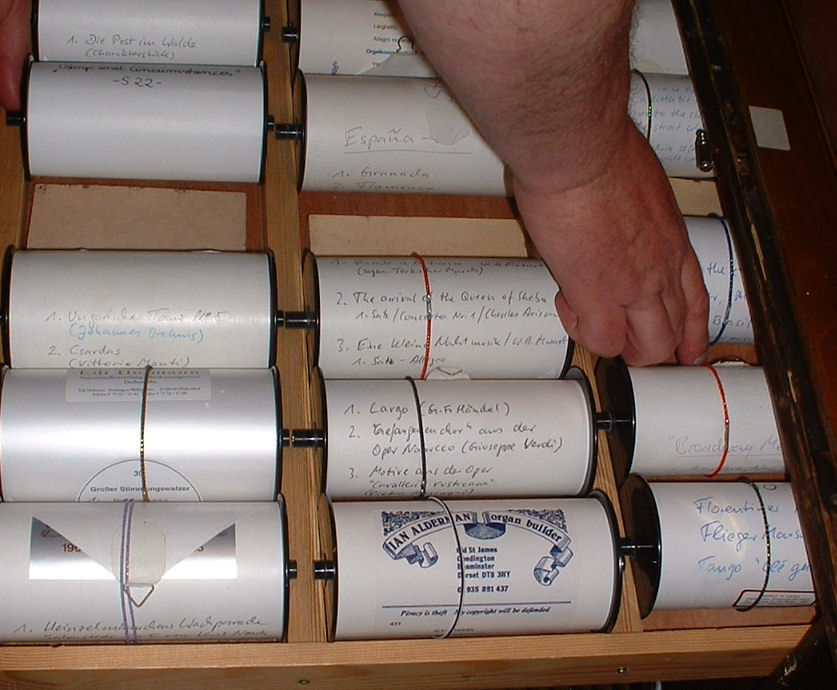
Rouleaux de musique (papier perforé).

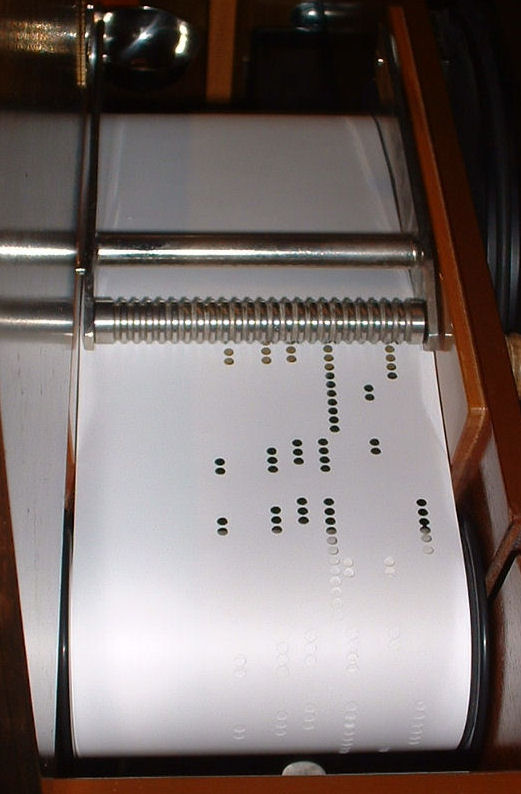
Papier perforé.

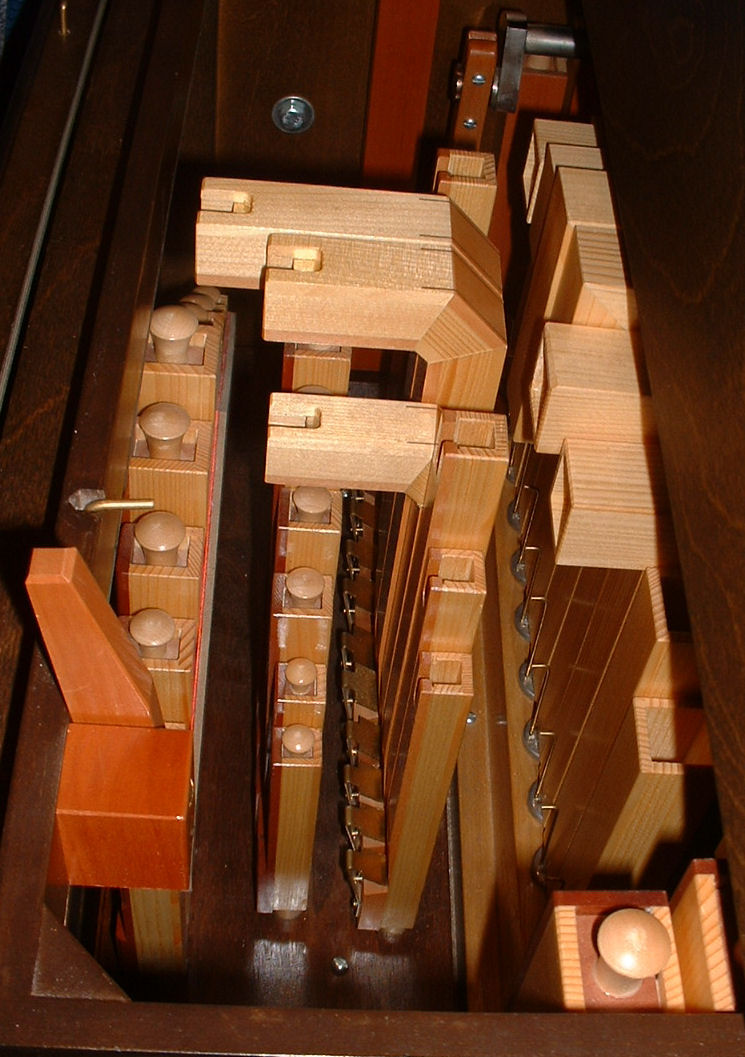
Tuyaux d'orgue en bois (les plus longs sont coudés pour s'adapter à la forme de l'orgue).

L'orgue de Barbarie est un instrument de musique mécanique à vent classé dans les orgues. Il fait partie des « automatophones », terme qui englobe tous les instruments destinés à produire de la musique par des procédés mécaniques.

## Formes
Il existe sous une grande variété de formes, des plus petits que l'on peut porter en bandoulière comme l'orgue de Barbarie portatif, attribut traditionnel des chanteurs de rue et de l'Armée du salut pour prêcher dans les rues au début du XXe siècle, aux plus grands appelés Limonaires qui sont fixes et affectés à des salles de bal, des cafés, mais parfois aussi des églises. Et une large gamme intermédiaire d'orgues mobiles, portés sur des charrettes ou attelés à des voitures, jusqu'aux orgues qui accompagnaient traditionnellement les manèges forains. Les qualités musicales, l'étendue des registres, sont naturellement très variables.

## Origine du nom
L'appellation « orgue de Barbarie » viendrait de sa sonorité, moins noble que celle des orgues d'église, ou de l'origine exotique des joueurs de rue : les joueurs du XVIIe et XVIIIe siècles « baragouinaient un français approximatif. »
D'autres hypothèses plus ou moins fantaisistes ont été avancées : 
- déformation d'« orgue de Barberi », du nom d'un fabricant Italien de Modène, Giovanni Barberi[2] (début du XVIIIe siècle), explication répandue mais fausse[3] ;
- Orgue de « John Burberry[4] », inventeur anglais imaginaire. Une légende racontée et répandue par Alain Vian (le frère de Boris) qui tenait un magasin d'instruments de musique mécanique dans le quartier Odéon à Paris, selon laquelle le comte de Burberry avait eu l'idée de l'orgue de barbarie en voyant un hérisson frotter ses épines sur une harpe.
- En fait comme pour les figues et les canards dit de Barbarie, l'explication la plus simple veut que son origine est « barbare » au sens d'étranger.

Le nom « orgue » est masculin au singulier, et au pluriel, lorsqu'il désigne plusieurs instruments distincts. Il peut être utilisé au féminin pluriel lorsqu'il s'agit d'un seul instrument. Exemple : « les grands orgues » de France (plusieurs instruments), « le grand orgue de Notre-Dame », ou « les grandes orgues de Notre-Dame » (un seul instrument).

## Histoire

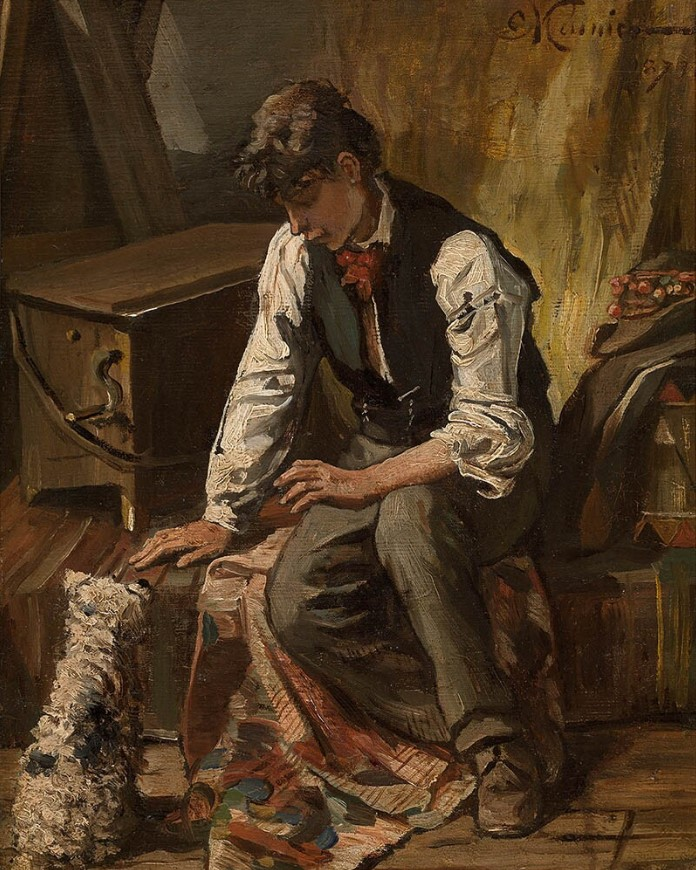
Le Joueur d'orgue, 1873
Constantin Meunier
Musée royal des Beaux-Arts d'Anvers

Le plus ancien orgue de Barbarie fonctionnant encore aujourd'hui est celui du château de Salzbourg, fabriqué en 1502.

## Fonctionnement
L'orgue de Barbarie se compose, schématiquement, d'une manivelle qui actionne un système de soufflets (des pompes pour produire l'air comprimé et une réserve pour réguler la pression), d'une « boîte à vent », d'un ensemble de mécanismes destinés à amener le « vent » jusqu'aux organes qui produisent le son, tuyaux ou anches. Ces mécanismes sont commandés par un organe mobile, pouvant être changé à volonté, qui comporte la mélodie « programmée » : cylindre, disque, carton perforé, programme informatique, etc. Une manivelle actionnée par le « tourneur » fait à la fois fonctionner les soufflets et la progression du « programme ». Des mécanismes annexes peuvent actionner simultanément des percussions (tambours, tambourins) ou des personnages animés.
Selon le principe de l'orgue, les sons sont produits par le passage du « vent » produit par le soufflet dans des tuyaux de flûtes correspondant chacun à une note, ou bien, comme dans l'harmonium, le vent fait sonner des anches libres. Ici ce ne sont pas les doigts du musicien qui actionnent les touches, mais un système mécanique ou pneumatique, selon le programme préétabli. A priori, le « tourneur » n'a pas besoin de talent particulier, puisqu'il lui suffit de tourner la manivelle qui actionne à la fois le soufflet et le mouvement qui actionne le jeu. Encore lui faut-il avoir le tempo nécessaire. Sur certains modèles qui possèdent différents « jeux » comme les orgues traditionnels, il doit actionner ceux-ci au moment opportun. [incompréhensible]
Plusieurs systèmes ont été utilisés pour produire la musique mécanique, l'essentiel étant le support de la mélodie programmée. Pendant longtemps a prédominé le « cylindre », garni de « picots » (« taquets », ou « chevilles ») en relief : chaque picot déclenche en temps voulu l'ouverture du tuyau correspondant. On a aussi utilisé le « disque à picots », fonctionnant sur le même principe. Le « disque perforé », où chaque perforation permet l'ouverture du mécanisme (et non, comme on peut être tenté de le croire, le passage direct de l'air). Le défaut des cylindres et des disques étant la limitation de durée des morceaux, on en est venu aux « cartons perforés », attachés les uns aux autres et se repliant en zigzag, qui n'ont plus de limite de longueur. On trouve aussi du « papier perforé » sous forme de rouleaux, réservés à de petits modèles. Pour beaucoup d'orgues, et surtout les grands modèles de salon qui pouvaient jusqu'au début du XXe siècle remplacer un orchestre de bal, on a adopté un entraînement électrique. Actuellement[Quand ?], des spécialistes que l'on nomme des « noteurs » fabriquent encore les cartons perforés, activité qui demande une bonne connaissance de la musique pour le travail d'arrangement de la musique à la tessiture de l'orgue. Anciennement la perforation était manuelle et fastidieuse. Aujourd'hui, les noteurs ont recours à des programmes de musique assistée par ordinateur pour produire des fichiers « midi ». (Les fichiers midi  pilotent alors une perforatrice commandée par informatique sur les mêmes principes de CNC  qu'une imprimante dont on a remplacé le jet d'encre par un poinçon et une matrice). Ces cartons commandent par l'intermédiaire des soupapes l'ouverture et la fermeture des notes. La qualité sonore reste dépendante de l'air passant dans les tuyaux, éventuellement accompagné de percussions mécaniques, qui produit le son d'un instrument réel et non de la synthèse électronique.
Les plus petits peuvent être portés en bandoulière, les plus gros atteignent la taille de camions et sont de véritables chefs-d'œuvre de lutherie. Ils comportent quelquefois des objets animés, comme des automates représentant des musiciens, qui bougent au rythme de la musique.
La serinette est  l'ancêtre des orgues de Barbarie, destiné à apprendre aux oiseaux (les serins venant principalement des « Isles de Canaries »)  à siffler de courts airs à la mode.

## Aujourd'hui

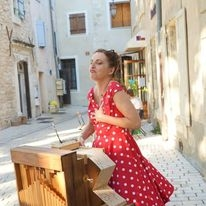
Orgue de barbarie joué dans la rue à Paris.

L'utilisation d'orgues de barbarie est très fréquente en Écosse, notamment à Édimbourg (surtout pendant le grand festival au mois d'août) et dans certaines contrées d'Allemagne et aux Pays Bas.
En France, le renouveau de l'orgue de Barbarie est réel depuis une quarantaine d'années[Quand ?]. De nombreux festivals sont organisés dont les plus célèbres ( Oingt, Bon-Encontre, Gap, Arpajon, Pernes les Fontaines, Estoublon, etc.) regroupent des dizaines de « tourneurs » (joueurs d'orgue) venus de toute l'Europe.
Les bourses d'échange permettent de rencontrer les amateurs de musique mécanique (Mirecourt, Noisseville, etc.).
Les « tourneurs » utilisent les orgues récents (à flûtes : le son est émis par des flûtes en bois, ou à anches : le son est métallique).
Des ateliers spécialisés dans la restauration et la fabrication de ces instruments ont renouvelé les modèles, et les ont adaptés à la musique contemporaines. Atelier Bougon http://orgue.pro
orgue moderne